# Kłódka miłości

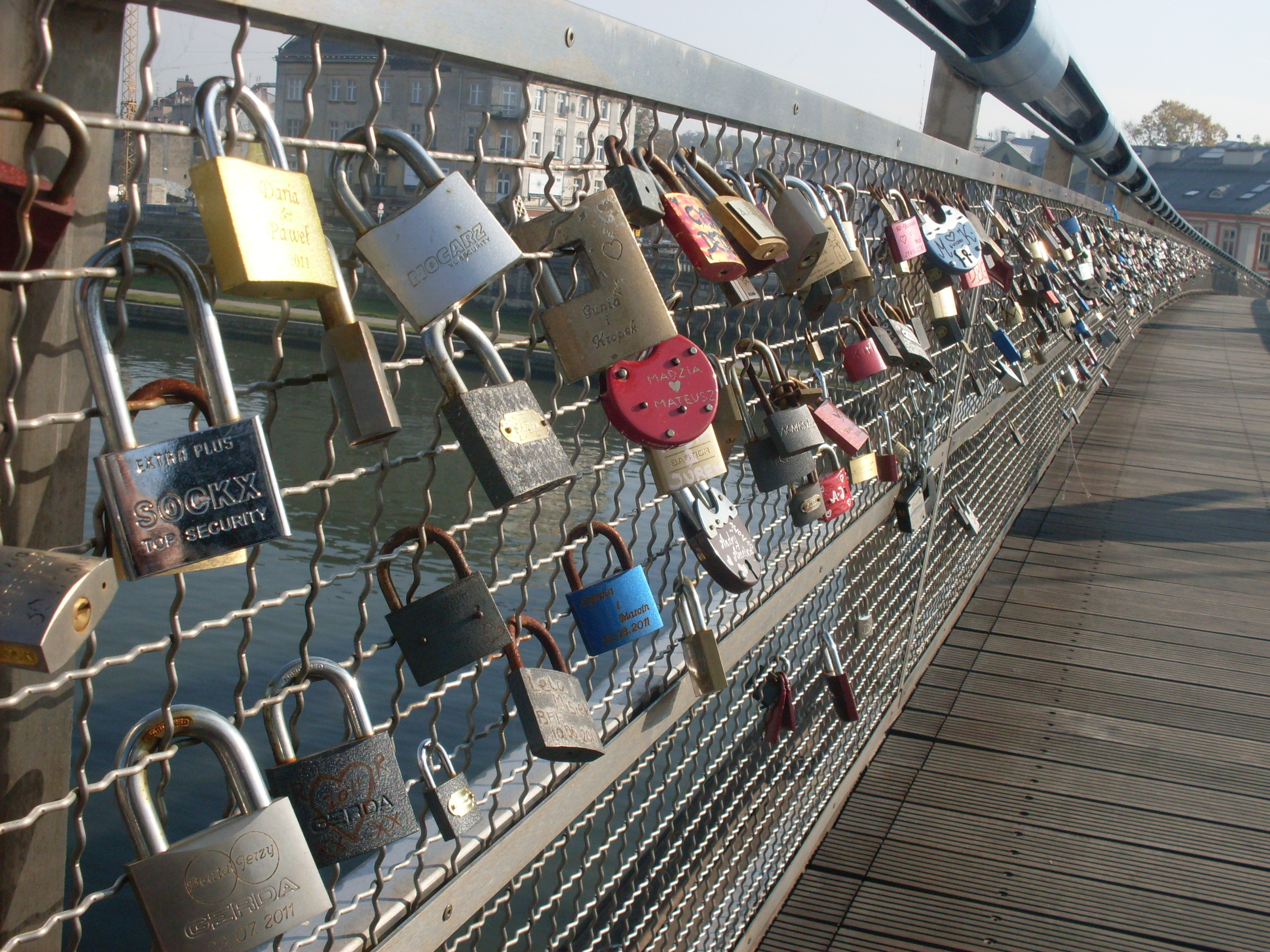
Kłódki miłości na Kładce Ojca Bernatka w Krakowie

Kłódka miłości – forma wyrażania miłości przez osoby zakochane, w postaci kłódki, na której umieszcza się tabliczkę (lub ryt) z inicjałami (imionami) zakochanych i ewentualnym krótkim wyznaniem miłosnym, a następnie umieszcza w miejscu publicznym, np. na moście.

## Historia

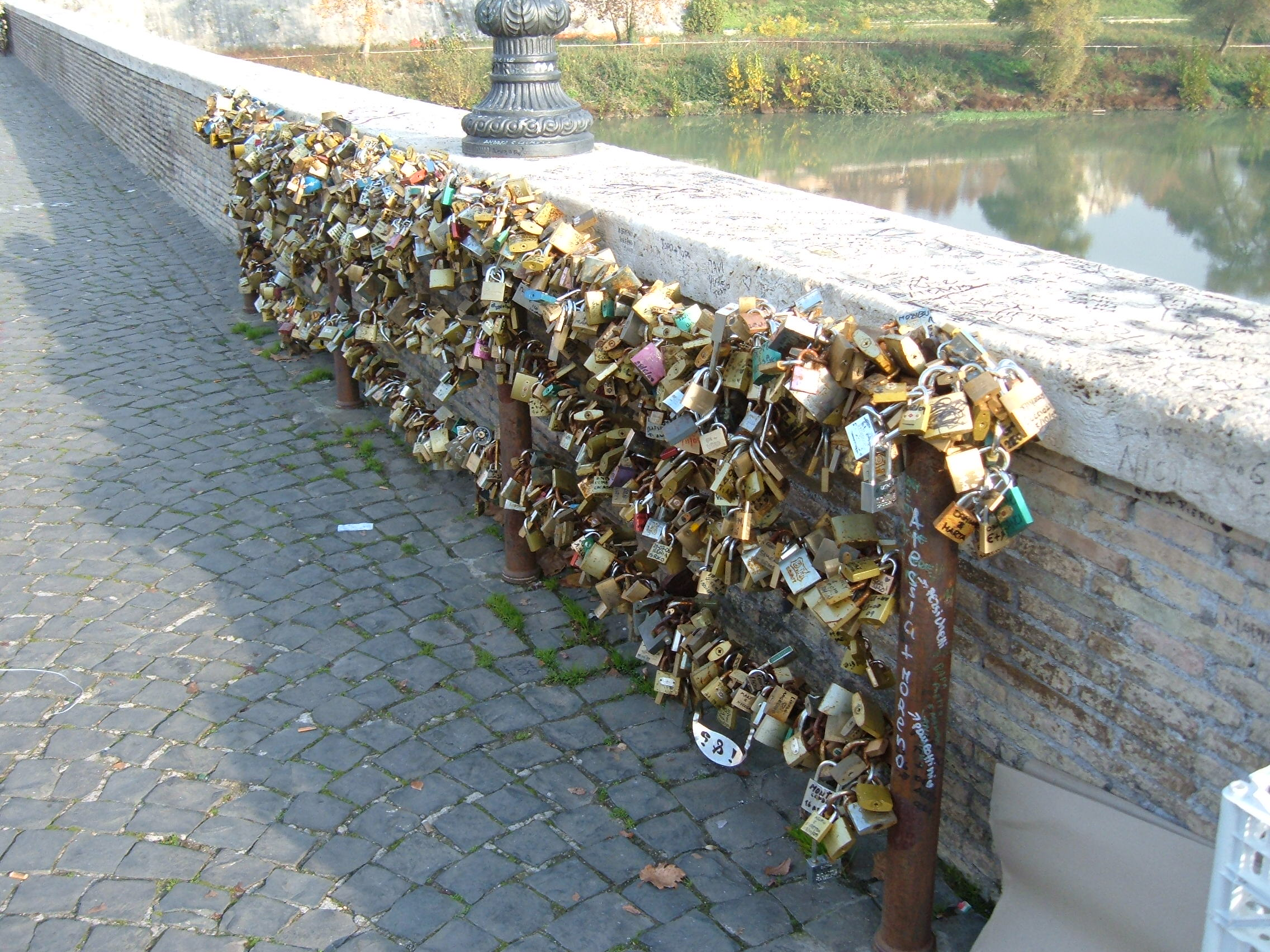
Most Mulwijski w Rzymie opisany w powieści Tylko ciebie chcę

Według legendy zwyczaj wieszania takich kłódek pochodzi z Florencji. Uczniowie szkoły Sanita in Costa San Giorgio zabierali kłódki ze swoich szafek szkolnych i wieszali je z wyznaniami miłosnymi na Ponte Vecchio. Zwyczaj został spopularyzowany przez pisarza Federico Moccia w powieści Tylko ciebie chcę (Ho voglia di te) z 2006.

## Lokalizacje

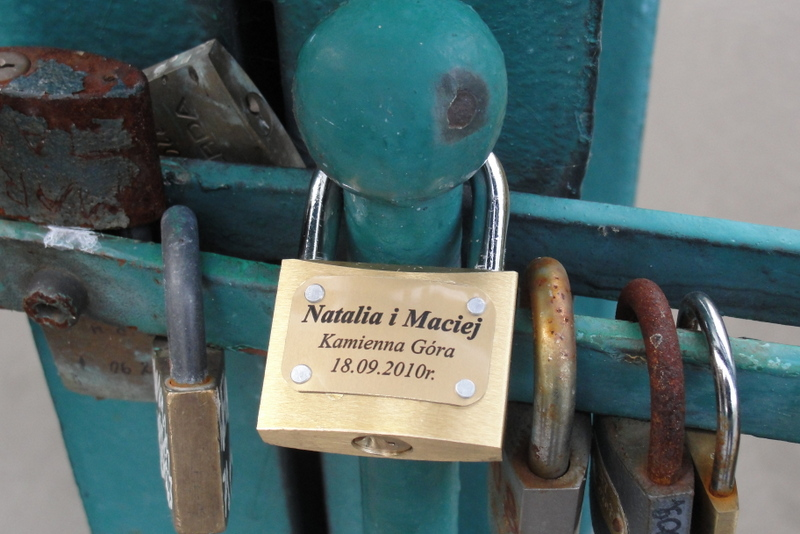
Wrocław, Most Tumski

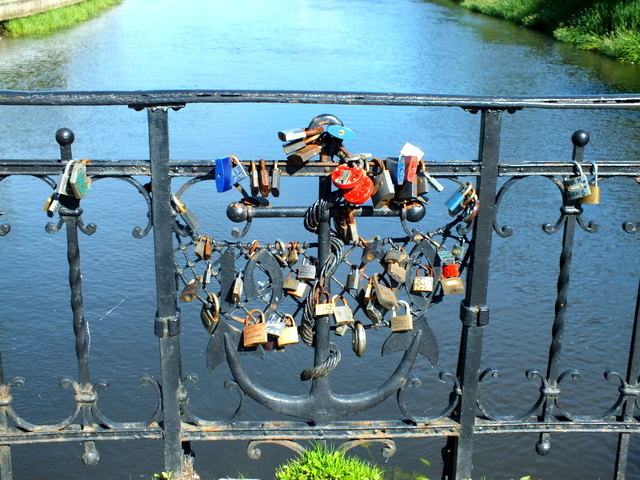
Kłódki miłości na kołobrzeskim moście nad Parsętą

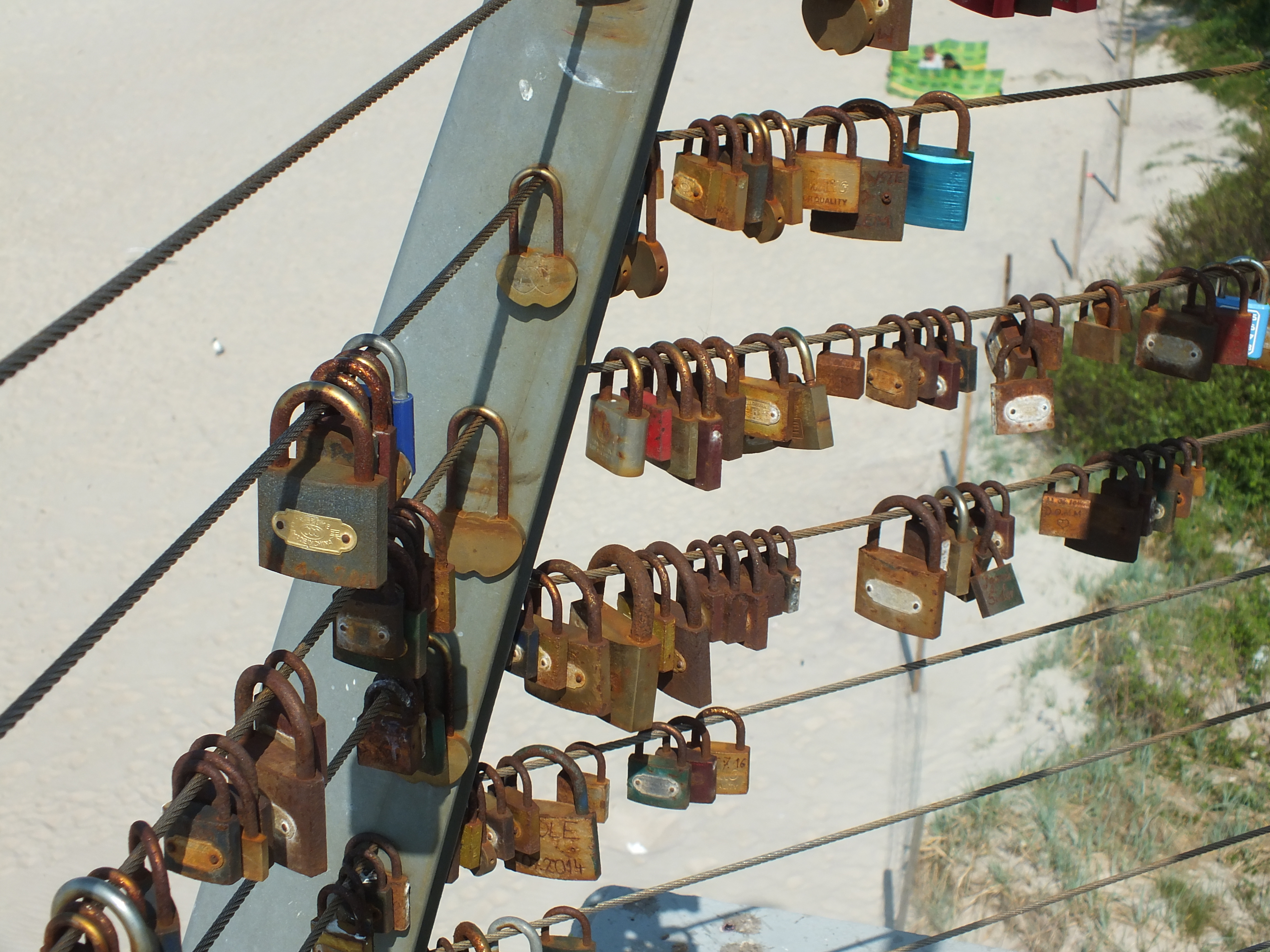
Kłódki miłości na platformie widokowej w Rewalu

Obecnie w większości krajów europejskich istnieją miejsca, gdzie masowo wiesza się kłódki miłości. W Polsce są to m.in.:
- Mostek miłości w parku Dolina Marzeń oraz Most im. Józefa Piłsudskiego w Toruniu,
- Most Jana Kiepury na Wyspę Młyńską w Bydgoszczy,
- Most Chlebowy przy ulicy Korzennej w Gdańsku,
- Most nad Kłodnicą w Gliwicach,
- Kładka Ojca Bernatka w Krakowie,
- Most nad Lublinicą w Lublińcu[1],
- Most Groszowy na Wyspę Pasiekę w Opolu,
- Most biskupa Jordana w Poznaniu,
- Most na Bogdance w Parku Sołackim w Poznaniu,
- Mostek w Starym Ogrodzie w Radomiu[2],
- Kładka przy Bulwarach i Most Zamkowy w Rzeszowie,
- Most w Parku Kasprowicza w Szczecinie[3],
- Most na Bukowinie w Wałczu[4],
- Most Świętokrzyski w Warszawie,
- Most nad Parsętą w Kołobrzegu,
- Mostek Zakochanych – Park Zdrojowy w Ciechocinku,
- Mostek koło Ratusza na rzece Białej – Bielsko-Biała,
- Mosty zwodzone w Elblągu,
- Platforma widokowa w Rewalu,
- Ławka miłości na Bulwarze Nadwiślańskim w Tczewie[5].